# Laura García-Caro
Laura García-Caro Lorenzo (* 16. April 1995 in Lepe, Provinz Huelva) ist eine spanische Geherin.

## Sportliche Laufbahn
Laura García-Caro nahm zum ersten Mal im Jahr 2010 an Spanischen Jugendmeisterschaften im Gehen teil und belegte damals den vierten Platz in der Altersklasse U16. 2011 gewann sie Bronzemedaille bei den U18-Meisterschaften Spaniens und belegte zudem den siebten Platz bei den Meisterschaften der Erwachsenen über 10 km. Im März gewann sie die Bronzemedaille bei den Spanischen Meisterschaften. Später im Sommer nahm sie an den U20-Weltmeisterschaften in ihrer Heimat teil und belegte über 10.000 Meter den 24. Platz. Ein Jahr später trat sie in Rieti bei den U20-Europameisterschaften an und belegte mit neuer Bestzeit von 47:17,74 min über 10.000 Meter den fünften Platz. 2014 bestritt García-Caro ihren ersten Wettkampf über die 20-km-Distanz, die fortan ihre bevorzugte Strecke wurde. Im selben Jahr nahm sie zum zweiten Mal an den U20-Weltmeisterschaften teil. Dabei konnte sie ihre Bestzeit erneut, bis auf 44:32,84 min, womit sie als Vierte die Podestplätze knapp verpasste. 2015 konnte sie erneut die Bronzemedaille bei den Spanischen Meisterschaften gewinnen. Im Mai steigerte sie ihre 20-km-Bestzeit auf 1:29:32 h. Zwei Monate später trat sie in Tallinn bei den U23-Europameisterschaften an. Den Wettkampf beendete sie zunächst als Viertplatzierte, nach der Dopingsperre der Russin, Marija Ponomarjowa, wurde ihr allerdings später die Bronzemedaille zuerkannt. Durch ihre Bestzeit war sie darüber hinaus erstmals für Weltmeisterschaften qualifiziert. Den Wettkampf in Peking beendete sie auf dem 32. Platz. 2016 siegte sie bei den U23-Mittelmeermeisterschaften in Tunesien.
2017 qualifizierte sich García-Caro zum zweiten Mal für die Weltmeisterschaften. Zuvor nahm sie, ebenfalls zum zweiten Mal, an den U23-Europameisterschaften teil, wobei sie diesmal im Laufe des Wettkampfes qualifiziert wurde. Bei den Weltmeisterschaften im August in London stellte sie mit 1:29:29 h eine neue Bestzeit auf und belegte damit den neunten Platz. 2018 wurde sie Spanische Vizemeisterin über 10.000 Meter. Im August trat sie in Berlin zum ersten Mal bei den Europameisterschaften an. Dort stellte sie mit 1:28:15 h erneut eine Bestzeit auf und belegte damit den sechsten Platz. 2019 nahm sie zum dritten Mal an den Weltmeisterschaften teil und belegte in Doha den 33. Platz. Im Mai 2021 belegte Carcía-Caro mit neuer Bestzeit von 1:28:07 h den dritten Platz im Rahmen der Team-Europameisterschaften im Gehen. Damit war sie für ihre ersten Olympischen Sommerspiele qualifiziert, bei denen sie Anfang August in Sapporo an den Start ging. Den Wettkampf beendete sie nach 1:37:48 h auf dem 37. Platz. 2022 trat sie bei den Weltmeisterschaften in Eugene im Wettkampf über die erstmals ausgetragene 35-km-Distanz an. Nach persönlicher Bestzeit von 2:42:45 h erreichte sie als Sechste das Ziel.
2024 verpasste sie bei den Europameisterschaften in Rom als Vierte knapp eine Medaille über 20 km.
Laura García-Caro wird von José Antonio Quintana in Madrid trainiert. Sie startet für den Leichtathletikverein ihrer Geburtsstadt, Atletismo Ciudad de Lepe.

## Wichtige Wettbewerbe
| Jahr                | Veranstaltung             | Ort                 | Platz               | Disziplin           | Zeit                |
| Startet für Spanien | Startet für Spanien       | Startet für Spanien | Startet für Spanien | Startet für Spanien | Startet für Spanien |
| ------------------- | ------------------------- | ------------------- | ------------------- | ------------------- | ------------------- |
| 2012                | U20-Weltmeisterschaften   | Barcelona           | 24.                 | 10.000 m Bahngehen  | 50:13,77 min        |
| 2013                | U20-Europameisterschaften | Rieti               | 5.                  | 10.000 m Bahngehen  | 47:17,74 min        |
| 2014                | U20-Weltmeisterschaften   | Eugene              | 4.                  | 10.000 m Bahngehen  | 44:32,84 min        |
| 2015                | U23-Europameisterschaften | Tallinn             | 3.                  | 20 km Gehen         | 1:31:52 h           |
| 2015                | Weltmeisterschaften       | Peking              | 32.                 | 20 km Gehen         | 1:36:22 h           |
| 2017                | U23-Europameisterschaften | Bydgoszcz           |                     | 20 km Gehen         | DSQ                 |
| 2017                | Weltmeisterschaften       | London              | 9.                  | 20 km Gehen         | 1:29:29 h           |
| 2018                | Europameisterschaften     | Berlin              | 6.                  | 20 km Gehen         | 1:28:15 h           |
| 2019                | Weltmeisterschaften       | Doha                | 33.                 | 20 km Gehen         | 1:44:05 h           |
| 2021                | Olympische Sommerspiele   | Tokio               | 34.                 | 20 km Gehen         | 1:37:48 h           |
| 2022                | Weltmeisterschaften       | Eugene              | 6.                  | 35-km-Gehen         | 2:42:45 h           |
| 2024                | Europameisterschaften     | Rom                 | 4.                  | 20-km-Gehen         | 1:28:48 h           |

## Persönliche Bestleistungen
- 5000-Meter-Bahngehen: 21:29,41 min, 10. Juli 2021, L’Hospitalet de Llobregat
- 10.000-Meter-Bahngehen: 43:16,76 min, 24. Juni 2022, Nerja
- 20-Kilometer-Gehen: 1:27:19 h, 18. Mai 2024, A Coruña
- 35-Kilometer-Gehen: 2:42:45 h, 22. Juli 2022, Eugene